# حارسات التوجي
حارسات التوجي (باليابانية: 刀使ノ巫女، بالروماجي: Katana Maidens ~ Toji No Miko) هو مسلسل أنمي تلفزيونية من إنتاج استوديو استوديو غوكومي، عرض الأنمي 5 يناير عام 2018 واستمر عرضه حتى 22 يونيو عام 2018، وتكون 24 حلقة. تم إنتاج الموسم الثاني من قبل استوديو بروجيكت نو 9، وعرض في 5 يناير عام 2019 واستمر عرضه حتى 16 مارس عام 2019، وتكون من 11 حلقة.

## القصة
تدور أحداث القصة عن مجموعة من راهبات الضريح الذين يستخدمون سيوف التوجي، ويعملون كوحدة في قوة الشرطة من أجل طرد المخلوقات الغامضة والعدائية المعروفة باسم أراداما. تعيش الفتيات حياة مدرسية عادية، ويذهبن إلى مدرسة تم أنشائها من قبل الحكومة لتدريب فتيات التوجي.

## الشخصيات
كانامي إيتو (باليابانية: 衛藤 可奈美، بالروماجي: Etō Kanami)
مؤدية الصوت: كايدي هوندو
هيوري جوجو (باليابانية: Hiyori Jujo، بالروماجي: 十条 姫和)
مؤدية الصوت: ساوري أونيشي
ماي ياناسي (باليابانية: 柳瀬 舞衣، بالروماجي: Yanase Mai)
مؤدية الصوت: أزومي واكي
ساياكا إيتومي (باليابانية: 糸見 沙耶香، بالروماجي: Itomi Sayaka)
مؤدية الصوت: هينا كينو
كاورو ماشيكو (باليابانية: 益子 薫، بالروماجي: Mashiko Kaoru)
مؤدية الصوت: ريساي ماتسودا
إيرين كوهاغورا (باليابانية: 古波蔵 エレン، بالروماجي: Kohagura Eren)
مؤدية الصوت: إيري سوزوكي
يوكاري أوريغامي (باليابانية: 折神 紫، بالروماجي: Origami Yukari)
مؤدية الصوت: أسامي سيتو
ماكي شيدا (باليابانية: 獅童 真希، بالروماجي: Shidō Maki)
مؤدية الصوت: يومي أوتشياما
سوزوكا كونوهانا (باليابانية: 此花 寿々花، بالروماجي: Konohana Suzuka)
مؤدية الصوت: ماو إيتشيميتشي
يومي ساتسوكي (باليابانية: 皐月 夜見، بالروماجي: Satsuki Yomi)
مؤدية الصوت: ماي فوتشيغامي
يومي تسوباكورو (باليابانية: 燕 結芽، بالروماجي: Tsubakuro Yume)
مؤدية الصوت: إينوري ميناسي
يوكينا تاكاتسو (باليابانية: 高津 雪那، بالروماجي: Takatsu Yukina)
مؤدية الصوت: يوكانا
برنسس تاغيتسو (باليابانية: タギツヒメ، بالروماجي: Tagitsuhime)
مؤدية الصوت: رينا هيداكا

## وصلات خارجية
- موقع الأنمي الرسمي نسخة محفوظة 1 نوفمبر 2020 على موقع واي باك مشين. باللغة اليابانية
- حارسات التوجي على موقع ANN anime (الإنجليزية)